# Авли (дем Кушница)
Авли (на гръцки: Αυλή, до 1970 година Γέφυρα Αυλής, Гефира Авлис) е село в Гърция, дем Кушница, област Източна Македония и Тракия.

## География
Авли е разположено в подножието на планината Кушница, на надморска височина от 100 метра.

## История
Селото е основано след Гражданската война (1946 - 1949) от жители на село Авли поради свлачище в местността Гефира (в превод Мост) и носи името Гефира Авлис. Споменато е като самостоятелно селище в 1951 година в община Авли. В 1970 година е преименувано на Авли, след като старото село е закрито. Част е от дем Пиерес по закона „Каподистрияс“ от 1997 година. С въвеждането на закона „Каликратис“, Авли става част от дем Кушница.
Населението произвежда тютюн, пшеница и царевица.
| Година    | 1913 | 1920 | 1928 | 1940 | 1951 | 1961 | 1971 | 1981 | 1991 | 2001 | 2011 | 2021 |
| --------- | ---- | ---- | ---- | ---- | ---- | ---- | ---- | ---- | ---- | ---- | ---- | ---- |
| Население |      |      |      |      | 43   | 216  | 552  | 494  | 559  | 556  | 504  | 450  |